# Flaxton (Dakota del Norte)
Flaxton es una ciudad ubicada en el condado de Burke en el estado estadounidense de Dakota del Norte. En el censo de 2010 tenía una población de 66 habitantes y una densidad poblacional de 90,36 personas por km².

## Geografía
Flaxton se encuentra ubicada en las coordenadas 48°53′50″N 102°23′35″O / 48.89722, -102.39306. Según la Oficina del Censo de los Estados Unidos, Flaxton tiene una superficie total de 0.73 km², de la cual 0.73 km² corresponden a tierra firme y (0%) 0 km² es agua.

## Demografía
Según el censo de 2010, había 66 personas residiendo en Flaxton. La densidad de población era de 90,36 hab./km². De los 66 habitantes, Flaxton estaba compuesto por el 100% blancos, el 0% eran afroamericanos, el 0% eran amerindios, el 0% eran asiáticos, el 0% eran isleños del Pacífico, el 0% eran de otras razas y el 0% pertenecían a dos o más razas. Del total de la población el 18.18% eran hispanos o latinos de cualquier raza.